# Pareiorhaphis splendens
Pareiorhaphis splendens är en fiskart som först beskrevs av Bizerril, 1995.  Pareiorhaphis splendens ingår i släktet Pareiorhaphis och familjen Loricariidae. Inga underarter finns listade i Catalogue of Life.